# 北愛爾蘭鐵路
北愛爾蘭鐵路（英語：NI Railways），是在北愛爾蘭運作的鐵路。北愛爾蘭的鐵路路網不屬於大不列顛島英國全國鐵路的一部份。

## 歷史
北愛爾蘭鐵路於1968年接管了自1948年起營運省有鐵路的Ulster Transport Authority（UTA）時成立。許多的鐵路路網在1950年代與1960年代關閉，使得其里程數由1500公里減少為今日的330公里。
肇因於北愛爾蘭問題的頻繁的破壞，繼承的政治當局無力投資，導致1960年代NIR路網的狀況每況愈下，使用路況不佳且老舊的軌道。
1970年，NIR使用了三部新的機車以再啟曾一度廣受歡迎的企業號服務於都柏林與貝特法斯特之間。儘管時常受到炸彈威脅，企業號依然是NIR路網的特色。
直至1970年代，由於機車已經開始過時和老舊，所以柴電機車亦開始被引入，最初引入的形號為80型。

## 路線
NIR目前營運以下的路線：
- 貝爾法斯特－都柏林鐵路（Dublin-Belfast，其中Dublin-Dundalk一段屬於愛爾蘭鐵路運作）
- 貝爾法斯特－班戈鐵路（Bangor-Belfast）
- 貝爾法斯特－拉恩鐵路（Larne-Belfast）
- 貝爾法斯特－倫敦德里鐵路（Londonderry-Belfast）
- 科爾雷恩－波特拉什鐵路（Coleraine-Portrush）
- 貝爾法斯特－紐里鐵路（Newry-Belfast）
- 利斯本－安特里姆鐵路（Lisburn-Antrim，2003年起停駛）

## 營運車種
| 車種       | 圖片 | 類型     | 最高時速 | 最高時速 | 數量 | 經營路線                                                                    | 使用時間    |
| 車種       | 圖片 | 類型     | mph      | km/h     | 數量 | 經營路線                                                                    | 使用時間    |
| ---------- | ---- | -------- | -------- | -------- | ---- | --------------------------------------------------------------------------- | ----------- |
| Class 111  |      | 柴油機車 | 90       | 145      | 3    | 貨運、基礎調度業務                                                          | 1980 - 1984 |
| Class 3000 |      | 柴聯車   | 90       | 145      | 23   | 貝爾法斯特 - 倫敦德里 貝爾法斯特 - 紐里 貝爾法斯特 - 班戈 貝爾法斯特 - 拉恩 | 2002 - 2004 |
| Class 4000 |      | 柴聯車   | 90       | 145      | 20   | 貝爾法斯特 - 拉恩 貝爾法斯特 - 倫敦德里 貝爾法斯特 - 紐里 貝爾法斯特 - 班戈 | 2010 - 2012 |

## 未來

### 波塔至阿瑪的鐵路路線
於2013年，區域發展部長，丹尼·肯尼迪，表示正在積極審議恢復波塔和阿瑪間的鐵路路線，以及其城市間腹地商機，並希望此路線重新連接北愛鐵路網。

## 來源
- BBC News: New trains make first journey（页面存档备份，存于）
- Translink Press Release: Last New Train lands at Belfast Harbour

## 外部連結
- 北愛爾蘭鐵路 （页面存档备份，存于）
- Collection of Google Earth locations of NI Railways stations（页面存档备份，存于）（Requires Google Earth software（页面存档备份，存于））from the Google Earth Community forum.